# 입암초등학교 (경북)
입암초등학교는 대한민국 경상북도 영양군 입암면 신구리에 있는 초등학교다.

## 학교 연혁
- 1933년 5월 15일 입암공립보통학교(4년제) 개교설립인가 4월 5일
- 1938년 4월 1일 입암공립심상소학교로 개칭
- 1940년 4월 1일 6년제로 개편
- 1941년 4월 1일 입암공립국민학교로 교명 변경
- 1946년 10월 22일 입암국민학교로 개칭
- 1981년 3월 1일 병설유치원 설립인가
- 1985년 3월 1일 특수학급 설치
- 1995년 3월 1일 청남국민학교 통합
- 1996년 3월 1일 입암초등학교로 교명 변경
- 1999년 3월 1일 신사초등학교와 통합, 청일분교장 편입
- 2000년 3월 1일 방전초등학교와 통합
- 2002년 3월 1일 청일분교장 편입
- 2008년 3월 1일 청일분교장 폐교
- 2018년 3월 1일 초등학교 7학급(특수 1), 병설유치원 1학급 편성
- 2019년 3월 1일 장동열 교장 부임

## 학교 상징
- 교화 - 개나리 : 이른봄에 꽃을 피워 봄소식을 전해주는 희망과 밝음을 상징 고향의 정을 불러 일으키는 따뜻한 어머니의 품을 상징
- 교목 - 은행나무 : 무궁한 발전과 빛이 온 누리를 품어 안은 너그러운 포용성을 상징 곱게 물든 단풍잎의 곡선미는 전통미의 근간을 이룸

## 참고 자료
- 입암초등학교 - 한국교육학술정보원 학교알리미